# جورج برايس (مؤرخ)
جورج برايس هو مؤرخ كندي، ولد في 22 أبريل 1844، وتوفي في 5 أغسطس 1931 في أوتاوا في كندا.